# Coup d'État de 2000 aux Îles Salomon
Le coup d'État de 2000 aux Îles Salomon est survenu le 5 juin 2000 lorsqu'un coup d'État a eu lieu aux Îles Salomon, dans la capitale Honiara, au cours duquel le Premier ministre Bartholomew Ulufa'alu a été pris en otage par des militants de la Malaita Eagle Force (en). Cet événement fait suite à des tensions ethniques de longue date dans la province, marquées par une montée des groupes politiques armés à partir de la fin des années 1990.